# 王串场公园
王串场公园，位于天津市河北区王串场五号路，1950年筹建，1953年建成开放，占地面积6.4万平方米，是中华人民共和国成立后天津市最早修建的一批城市公园。